# Glitch (serie televisiva 2022)
Glitch (글리치?, GeullichiLR) è una serie televisiva sudcoreana distribuita su Netflix il 7 ottobre 2022.

## Trama
Hong Ji-hyo ha un lavoro stabile, ottenuto grazie agli agganci della sua ricca famiglia. Una notte il ragazzo con cui esce da quattro anni scompare e Ji-hyo si mette alla sua ricerca, aiutata da alcuni cercatori di UFO, tra cui Heo Bo-ra.

## Personaggi e interpreti
- Hong Ji-hyo, interpretata da Jeon Yeo-been
- Heo Bo-ra, interpretata da Nana

## Riconoscimenti
- Blue Dragon Series Award[3]
  - 2023 – Candidatura Miglior attrice a Jeon Yeo-been
- Director's Cut Award[4]
  - 2023 – Candidatura Miglior regista a Roh Deok
  - 2023 – Candidatura Miglior sceneggiatura a Gin Han-sai
  - 2023 – Candidatura Miglior attrice a Jeon Yeo-been